# Abigail II: The Revenge
Abigail II: The Revenge är ett konceptalbum av den danska hårdrockaren King Diamond. Skivan släpptes 2002 och är en fortsättning på albumet Abigail från 1987. Det spelades in 2001 i Nomad Recording Studio.

## Låtlista
1. "Spare This Life" - 1:44
2. "The Storm" - 4:22
3. "A Mansion in Sorrow" - 3:36
4. "Miriam" - 5:10
5. "Little One" - 4:31
6. "Slippery Stairs" - 5:10
7. "The Crypt" - 4:11
8. "Broken Glass" - 4:13
9. "More Than Pain" - 2:31
10. "The Wheelchair" - 5:19
11. "Spirits" - 4:57
12. "Mommy" - 6:26
13. "Sorry Dear" - 0:53

## Medverkande
- Sång: King Diamond
- Gitarr: Andy La Rocque
- Gitarr: Mike Wead
- Bas: Hal Patino
- Trummor: Matt Thompson